# Odratzheim
Odratzheim ist eine französische Gemeinde mit 522 Einwohnern (Stand 1. Januar 2021) im Département Bas-Rhin in der Europäischen Gebietskörperschaft Elsass und in der Region Grand Est. Sie ist Mitgliedsgemeinde im Gemeindeverband Communauté de communes de la Mossig et du Vignoble.

## Geografie
Die Gemeinde Odratzheim liegt etwa 18 Kilometer westlich von Straßburg in der Oberrheinebene an der Mossig.

## Geschichte
Die erste urkundliche Erwähnung bringt eine Besitzbestätigung Karls III. von 884 für das Kloster Honau. Die ältesten Namensformen sind „Odradesheim“ (884), „Odoltesheim“ (953), „Oteresheim“ (1127). Stadtrecht bekam Odratzheim im Jahr 1276 durch Rudolf I. Von 1871 bis zum Ende des Ersten Weltkrieges gehörte Odratzheim als Teil des Reichslandes Elsaß-Lothringen zum Deutschen Reich und war dem Kreis Molsheim im Bezirk Unterelsaß zugeordnet.
Die Synagoge von Odratzheim wurde unter deutscher Besatzung in Brand gesteckt und später der Gemeindeverwaltung übereignet. 1940 wurden die in der Gemeinde verbliebenen jüdischen Einwohner nach Südfrankreich deportiert. Nach Yad Vashem wurden elf ehemalige jüdische Einwohner Opfer während des Holocaust.
Die Gemeinde gehörte dem 1994 gegründeten Gemeindeverband Communauté de communes de la Porte du Vignoble an, der 2017 in der Communauté de communes de la Mossig et du Vignoble aufging.

### Bevölkerungsentwicklung
| Jahr                            | 1910 | 1962 | 1968 | 1975 | 1982 | 1990 | 1999 | 2006 | 2017 |
| Einwohner                       | 349  | 247  | 284  | 291  | 334  | 347  | 399  | 453  | 499  |
| Quelle: INSEE: 67354 Odratzheim |      |      |      |      |      |      |      |      |      |

## Sehenswürdigkeiten

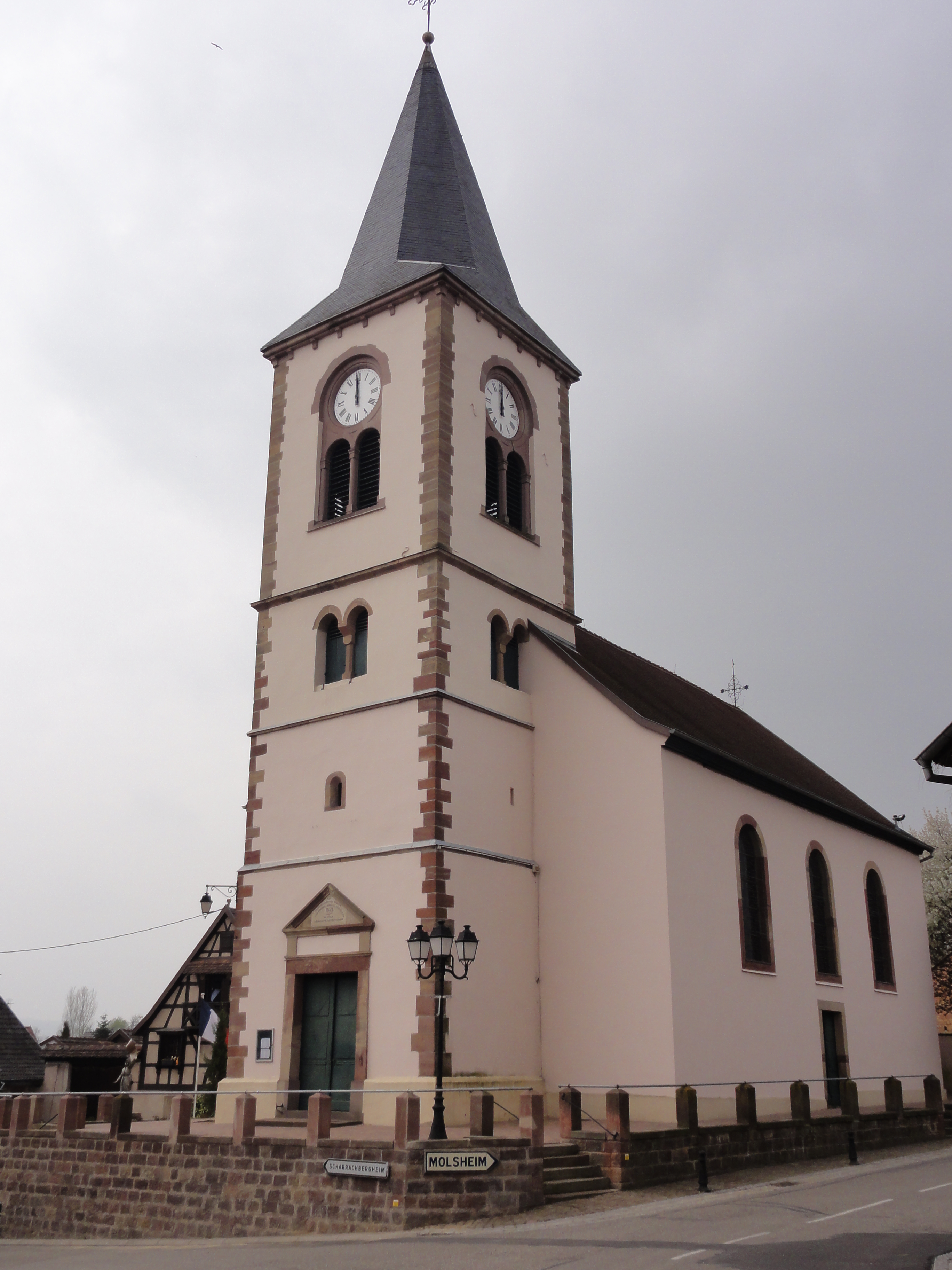
Kirche Sainte-Marguerite
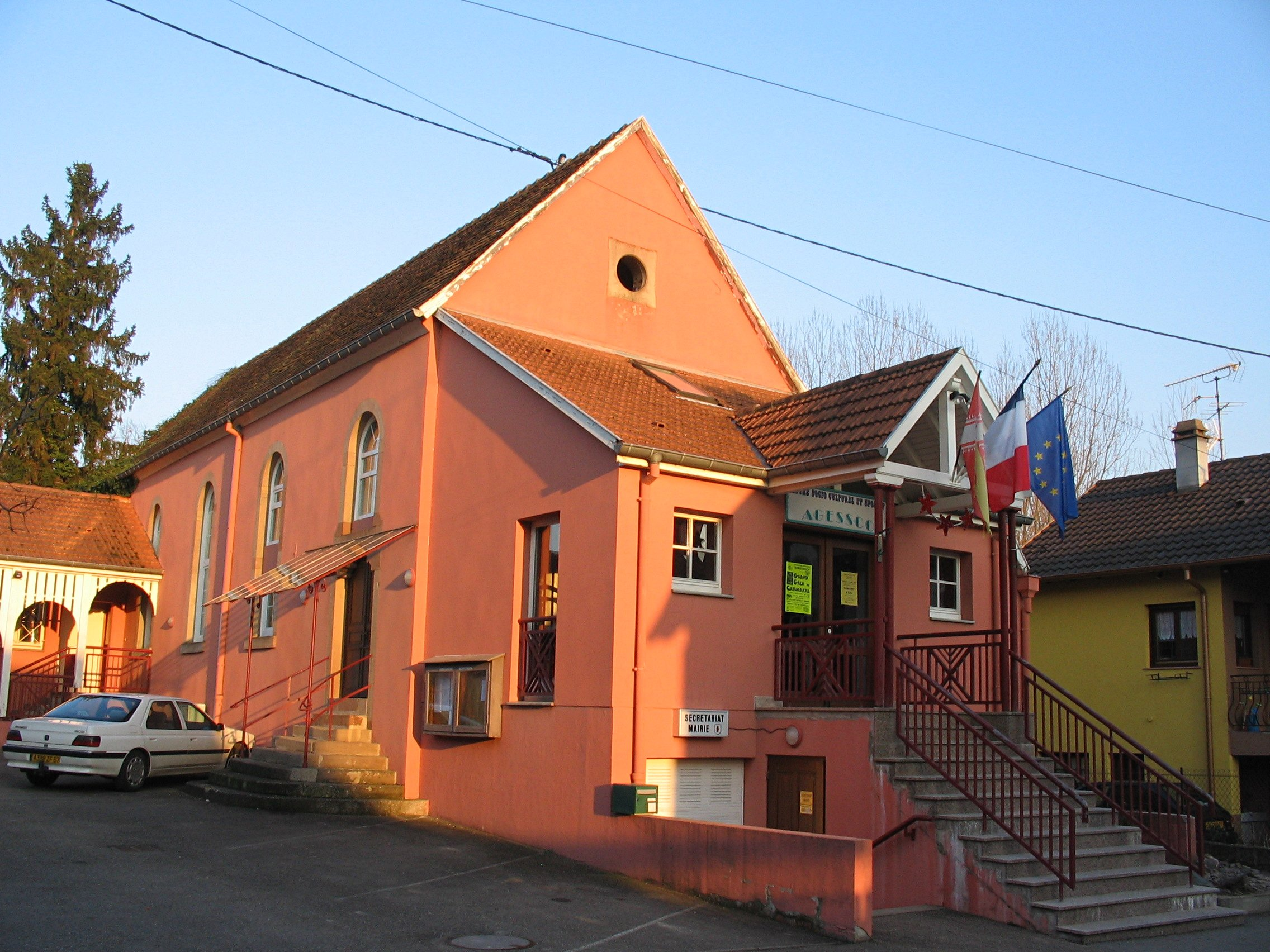
Ehemalige Synagoge Odratzheim
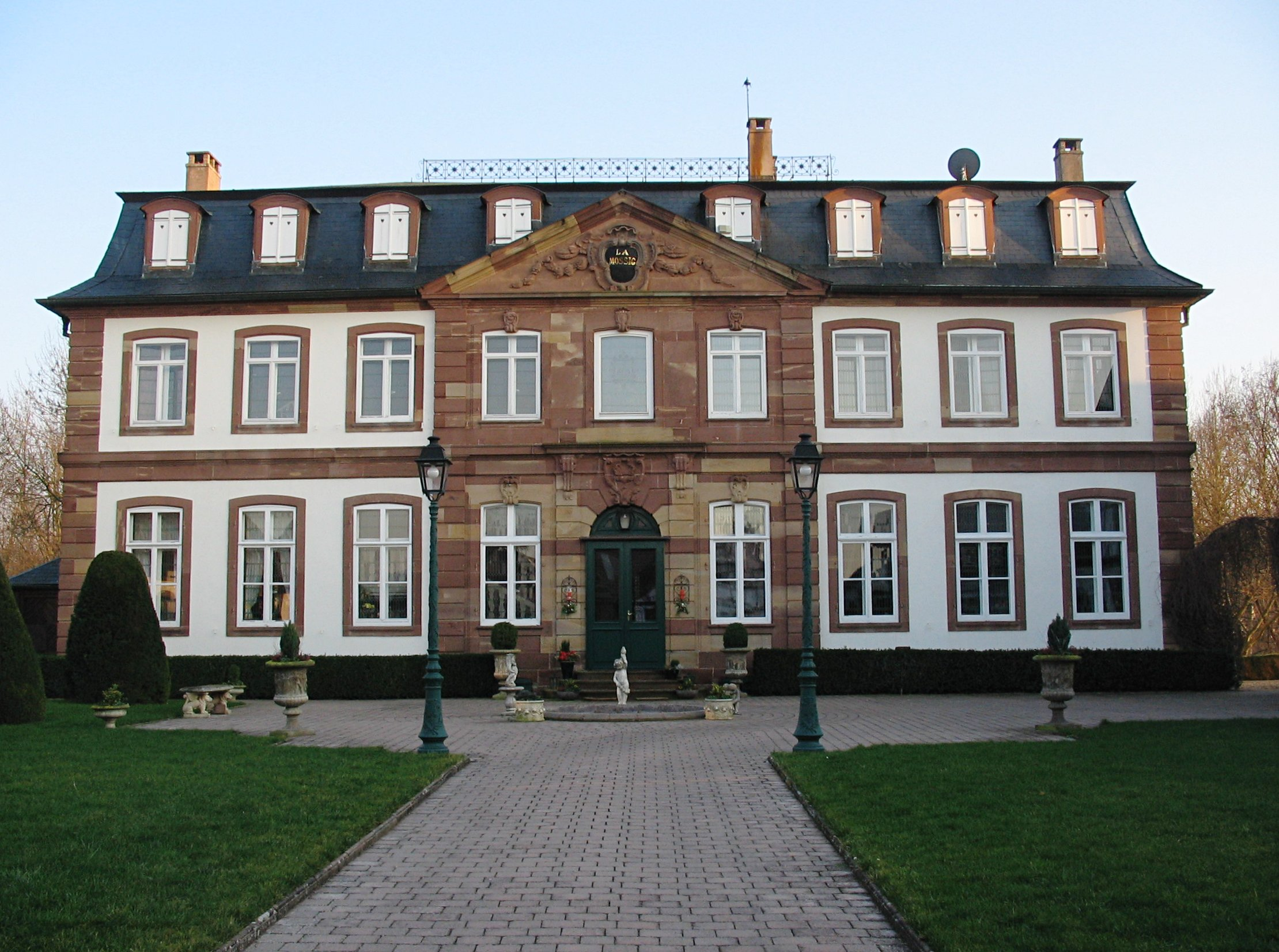
Schloss Odratzheim
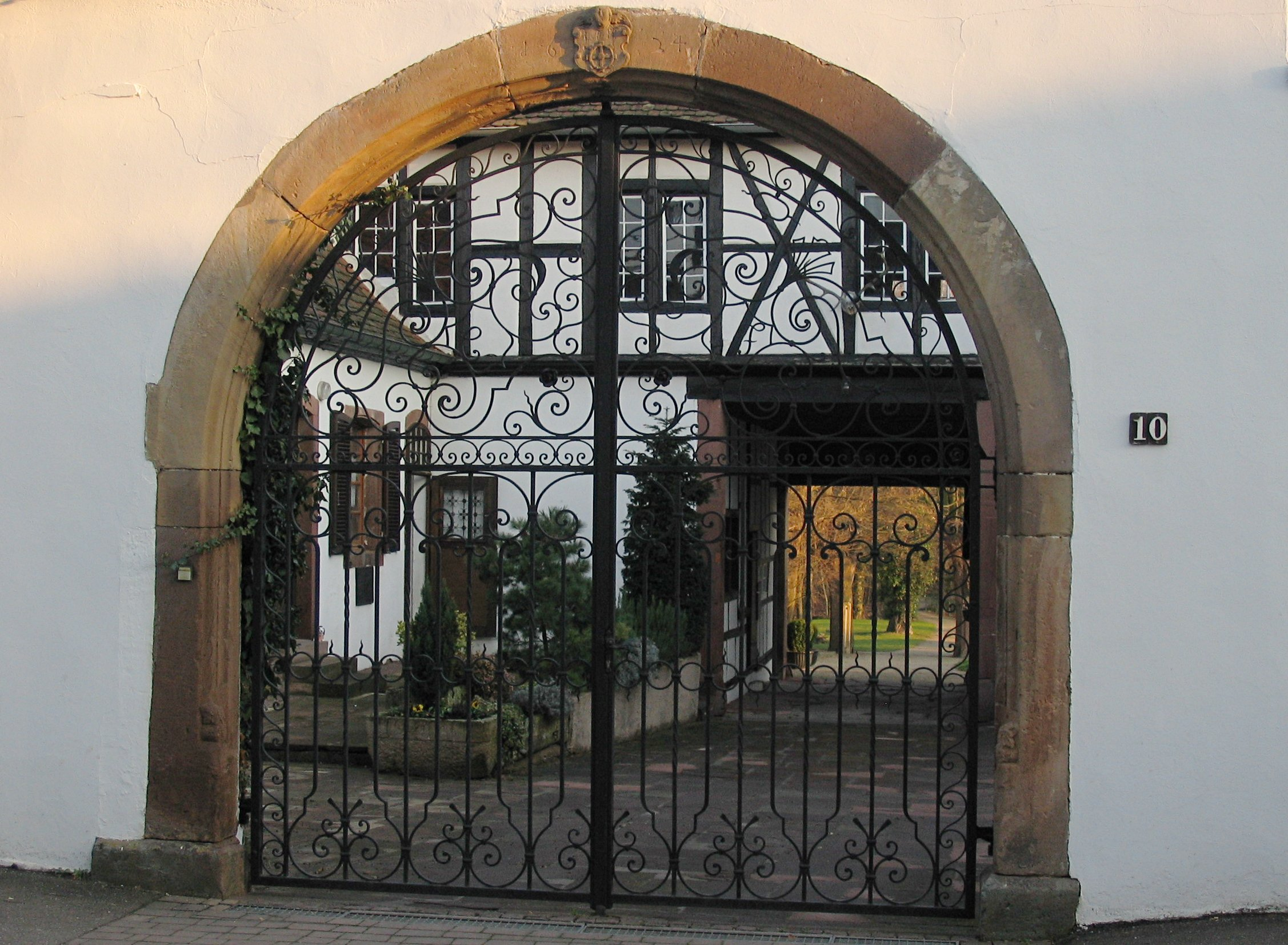
Schloss Odratzheim, Portal

- Kirche Sainte-Marguerite
- Ehemalige Synagoge
- Schloss Odratzheim
- Schloss Odratzheim, Portal